# خانه بین‌المللی موسیقی مسکو

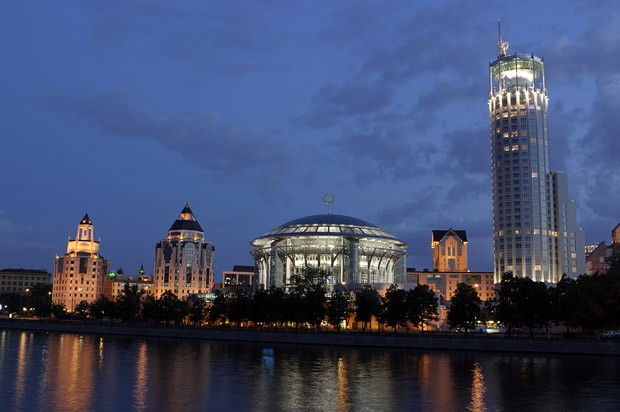
مجتمع کراسنیه خلمی

مرکز هنرهای نمایشی بین‌المللی مسکو رسماً در ۲۸ سپتامبر ۲۰۰۳ با اولین حضور ارکستر جدید، فیلارمونیک ملی روسیه، به رهبری ولادیمیر اسپیواکوف افتتاح شد. این مرکز که با نام خانه بین‌المللی موسیقی مسکو (دام موزیکی) نیز شناخته می‌شود، در کنار جاده کمربندی باغ در کنار خاکریز کوسمودامیانسکایا واقع شده است.
معماران این بنا یوری گندوفسکی، ولادیلن کراسیلنیکوف، دیمیتری سولوپوف، مارگاریتا گاوریلووا و سرگئی گندوفسکی از مرکز فرهنگی-تجاری کراسنیه خولمی روسیه و تئاترالنی توواریشستوو آرخیتکتوروف بودند. این پروژه جایزه معماری خرستالنی ددال را در یازدهمین جشنواره سراسری زودچستوو روسیه از آن خود کرد. اولین سنگ بنا در ۷ سپتامبر ۲۰۰۰ توسط اسپیواکوف و شهردار مسکو یوری لوژکوف گذاشته شد. شرکت ترکیه‌ای انکا این مرکز را ساخت. هزینه ساخت این مرکز ۲۰۰ میلیون دلار آمریکا بود و به‌طور کامل توسط شهر مسکو تأمین مالی شد. این اولین سالن موسیقی کلاسیک بود که در بیش از یک قرن در این شهر ساخته شد. این سالن بخشی از یک مجتمع تجاری و هتل به نام برج‌های ریورساید است که توسط شهر به عنوان معادل مرکز لینکلن در نظر گرفته شده است.
این مرکز دارای یک سالن کنسرت دایره‌ای شکل شبیه به فیلارمونی در برلین است. صندلی‌ها در دو سطح اصلی چیده شده‌اند و در ردیف‌های مختلفی چیده شده‌اند که تقریباً صحنه را احاطه کرده‌اند. این سالن در طبقه سوم قرار دارد و در زیر آن فضاهایی برای پیاده‌روی وجود دارد. این سالن ۱۷۳۵ صندلی دارد و عمدتاً از چوب کاج سیبری، چوبی بور که از بهترین چوب‌ها برای آکوستیک محسوب می‌شود، با ظاهری روشن و دلباز ساخته شده است. این مرکز همچنین دارای یک سالن اجتماعات ۵۷۵ نفره و یک تئاتر ۵۳۲ نفره است. علاوه بر سه محل برگزاری کنسرت، این بنا دارای استودیوی صدا، یک سالن تمرین، یک مجتمع صوتی و تصویری، یک سالن نمایشگاه، یک سالن نور، اتاق‌های موسیقی، رستوران آلگرو، یک اتاق موسیقی بلوتنر، یک پاسیوی تابستانی به نام تراس موسیقی و یک سالن کنسرت دیگر با ظرفیت ۱۲۰ نفر است. مرکز مدرن و استوانه‌ای شکل شیشه و فولاد، توسط یک کلید سه‌گانه عظیم، به ارتفاع ۹٫۵ متر و وزن ۲ تن متریک پوشیده از طلای موزاییکی که مانند یک بادنما می‌چرخد، پوشانده شده است و توسط مجسمه‌ساز زوراب تسرتلی طراحی شده است، در بالای آن قرار دارد.
همچنین بزرگ‌ترین ارگ روسیه در این شهر قرار دارد که در سال ۲۰۰۴ در سالن سوتلانوف نصب شد. این ارگ به‌طور مشترک توسط شرکت‌های آلمانی گلاتر-گوتز و یوهانس کلایس طراحی و ساخته شده است. این ارگ بیش از ۵۵۰۰ لوله دارد که اندازه آنها از ۸ میلی‌متر تا ۹٫۲۵ متر متغیر است و وزن آن ۳۰ تن است. این ارگ ۸۴ استاپ دارد - سه استاپ بیشتر از دومین ارگ بزرگ روسیه که در سالن کنسرت چایکوفسکی مسکو واقع شده است.
یک بررسی اولیه در روزنامه ودوموستی «آکوستیک ناقص» سالن اصلی را زیر سؤال برد، اگرچه این بررسی قبل از نصب ارگ انجام شده بود، که انتظار می‌رفت آکوستیک را تغییر دهد و پس از آن تنظیماتی پیش‌بینی شده بود.
این مرکز در ابتدا به عنوان خانه‌ای برای ارکستر ملی روسیه در نظر گرفته شده بود. در پایان فصل کنسرت‌های ۲۰۰۲–۲۰۰۳، ارکستر ملی روسیه تصمیم گرفت قرارداد اسپیواکوف را به عنوان رهبر اصلی و مدیر موسیقی تمدید نکند و او ناگهان استعفا داد. اسپیواکوف با مقامات دولتی لابی کرد تا ارکستر جدیدی را در مسکو رهبری کنند. سپس ارکستر فیلارمونیک ملی تحت فرمان اجرایی وزیر فرهنگ، میخائیل شویدکوی، با حمایت ولادیمیر پوتین، رئیس‌جمهور، تشکیل شد. اندکی پس از آنکه اسپیواکوف در ماه مه ۲۰۰۲ به ریاست مرکز رسید، مرکز رزروهای ارکستر ملی روسیه را لغو کرد که منجر به رزرو مجدد برخی از تاریخ‌ها با هزینه‌های بالاتر و از دست دادن برخی دیگر شد.

## اجراها و اولین نمایش‌ها

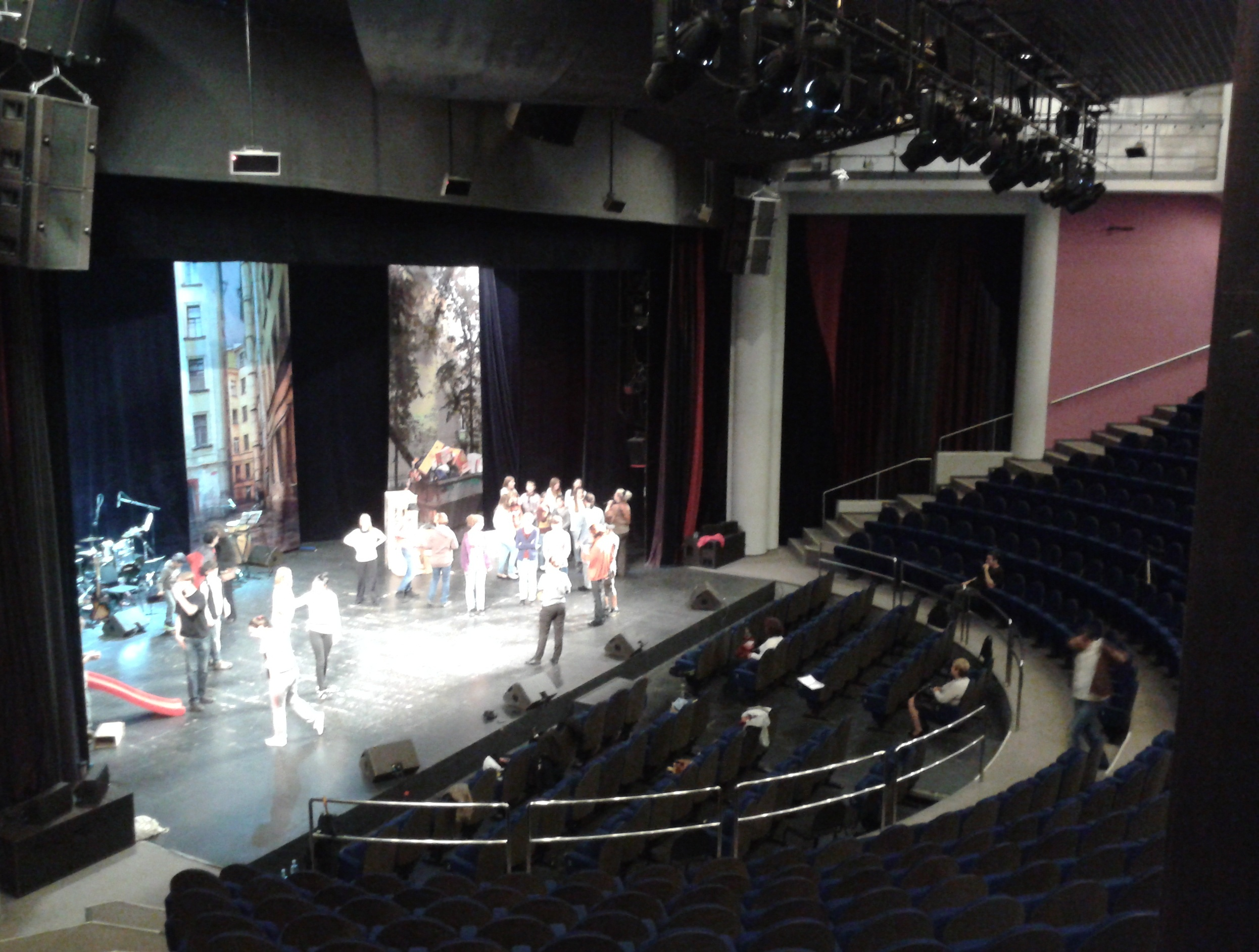
خانه موسیقی بین‌المللی مسکو، سالن تئاتر

در سال ۲۰۰۳، اپرای «ویتا نوا» اثر ولادیمیر مارتینوف برای اولین بار در جهان توسط اپرای کیروف در قالب کنسرت و به عنوان بخشی از جشنواره عید پاک مسکو در سال ۲۰۰۳ اجرا شد.
در دسامبر ۲۰۰۳، ارکستر فیلارمونیک ملی، اولین اجرای مسکو از اوراتوریوی «هفت دروازه اورشلیم» اثر آهنگساز لهستانی ، کریستوف پندرسکی، را اجرا کرد.
در سال ۲۰۰۷، اولین اجرای جهانی سمفونی شماره ۳ آهنگساز یونانی، دیمیتری آراپیس، توسط ارکستر سمفونی دولتی و آکاپلا روسیه به رهبری والری پولیانسکی اجرا شد.
در فوریه ۲۰۱۸، ارکستر مجلسی اولین نمایش جهانی چرخه آهنگ آهنگساز مکزیکی «آهنگ‌های پاولووا» ونوس ری جونیور را با اشعار شاعر روسی ورا پاولوا اجرا کرد.